# Acianthera erebatensis
Acianthera erebatensis é uma espécie de orquídea (Orchidaceae) que existe na Venezuela, antigamente subordinada ao gênero Pleurothallis.

## Publicação e sinônimos
- Acianthera erebatensis (Carnevali & G.A.Romero) Luer, Monogr. Syst. Bot. Missouri Bot. Gard. 95: 253 (2004).

Sinônimos homotípicos:
- Pleurothallis erebatensis Carnevali & G.A.Romero, Novon 3: 18 (1993).